# Римсько-парфянські війни
Римсько-парфянські війни — серія конфліктів між Парфією та Римською державою за гегемонію на Близькому Сході в період з 53 року до н. е. до 226 року н. е., до часу падіння Парфянського царства. Перська династія Сасанідів, яка прийшла на зміну Аршакідам, заснувала нову державу, що стала новим головним противником Риму на Сході.

## Передісторія
Просування парфян на захід почалось за часів правління Мітрідата I. Йому вдалось приєднати до Пірфії Вірменію та Месопотамію. Це призвело до конфлікту між Парфією та Римом, який розширював свої межі на Сході. Мітридат I навіть намагався укласти із Суллою римсько-парфянський союз (близько 105 до н. е.). 
Після 90 до н. е. вплив Парфії на заході знизився внаслідок династичного розбрату, а римляни в той час з'явились в Анатолії. Римсько-парфянський союз було відновлено після того, як Лукулл вторгся до південних регіонів Вірменії та переміг Тиграна II у 69 до н. е.

## Конфлікти Римської республіки з Парфією
Коли Помпей очолив війну на сході, то знову розпочав перемовини з Фраатом III. Вони дійшли згоди й римсько-парфянське військо вторглось до Вірменії 66/65 до н. е., але невдовзі виникла суперечка через кордон між Римом і Парфією. Помпей відмовився визнати титул «царя царів» Фраата, й запропонував розділити Вірменію між Тиграном і парфянським царем. У той час Фраат установив свій контроль над Месопотамією за винятком західного району Осроєни, яка стала союзником римлян.
У 53 до н. е. Красс розпочав вторгнення, що завершилось невдало. У битві при Каррах римляни зазнали поразки, Красс і його син Публій були вбиті парфянами. Більшу частину римських сил було знищено, 42 000 осіб узято в полон. Близько половини полонених умерли, лише чверть із них дісталась Сирії, а решта залишились у полоні. Наступного року парфяни здійснили кілька набігів на Сирію, а в 51 до н. е. почали масштабне вторгнення на чолі з царевичем Пакором і полководцем Осаком. Армія Осака потрапила до римської засідки поблизу Антигони й зазнала поразки, самого полководця було вбито.
Під час громадянської війни Цезаря парфяни не вжили жодних кроків, але підтримували відносини з Помпеєм. Юлій Цезар розробив план походу проти Парфії, проте його убивство попередило війну. Під час подальшої громадянської війни парфяни активно підтримували Брута та Кассія, відряджаючи до них солдат. У 40 до н. е. парфяни вторглись на римську територію разом із Квінтом Лабієном, сином противника Цезаря Тіта Лабієна та прибічником Брута, захопивши Сирію. Первосвященик і правитель Юдеї Гіркан II був усунутий від влади, його піддали тортурам та відрядили у полон до Селевкії, а на престол вступив пропарфянськи налаштований Антигон II. В Анатолії парфяни в союзі з Квінтом Лабієном розгромили римське військо та глибоко проникли до провінцій Республіки. Тим часом Марк Антоній вже відрядив Вентідія Басса протистояти Лабієну. Невдовзі останній був витіснений до Сирії римськими військами, і хоча парфяни прийшли йому на допомогу, він був розбитий, взятий у полон, а потім страчений. Сирія була повернута, і Марк Антоній вирушив у похід на Парфію, який завершився провалом. У 33 до н. е. він вирушив походом до Вірменії, полонивши вірменського царя Артавазда II, та планував повторний похід проти Парфії, але відбутись йому не судилось.

## Конфлікти Римської імперії з Парфією

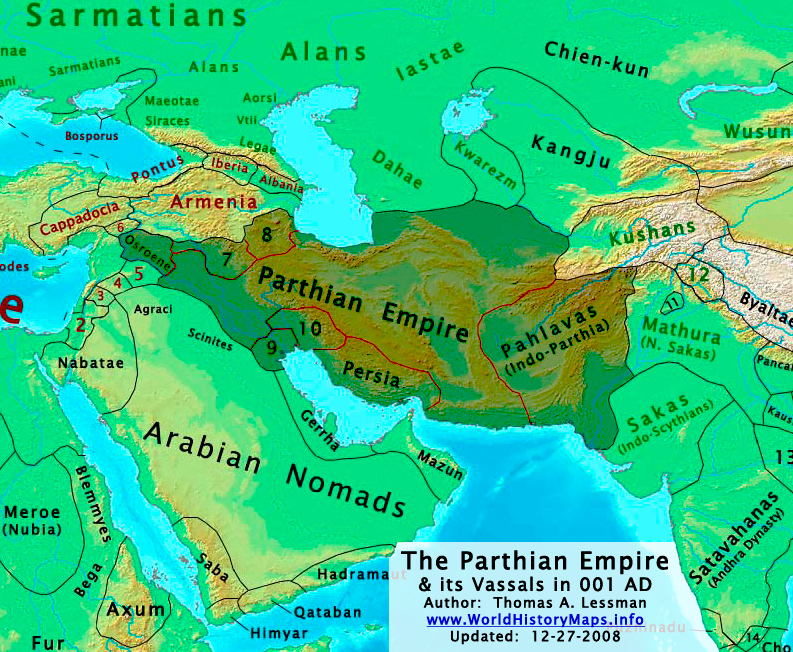
Парфянське царство 1 року

У зв'язку з загрозою війни між двома державами Октавіан Август і Фраат пішли на компроміс. Відповідно до угоди Парфія зобов'язувалась вивести свої війська з Вірменії та визнати римський протекторат над цією країною. Тим не менше, римсько-парфянське суперництво за контроль і вплив у Вірменії не послаблювалось упродовж кількох десятиліть.
Рішенням парфянського царя на вірменський престол зійшов його ставленик, що спричинило війну з Римом 36 року, проте Артабан III сягнув згоди з римським полководцем Луцієм Вітеллієм. Нова війна почалась 58 року, коли римляни вторглись до Вірменії після того, як парфянський цар Вологез I посадив на престол Вірменії свого брата Тірідата. Римські війська Корбулона усунули його та замінили на каппадокійського князя. Це спонукнуло парфян розпочати війну. Вона завершилась 63 року, коли римляни погодились дозволити Тірідату та його нащадкам правити Вірменією за умови, що вони приймуть римський протекторат.
Нова серія війн почалась у II столітті нашої ери. Під час цих війн римляни поступово брали гору над Парфією. 113 року римський імператор Траян спробував раз і назавжди розв'язати східне питання й анексувати Вірменію. 114 року Траян вторгся до Вірменії та усунув ставленика Парфії. 115 року римляни захопили північну Месопотамію. Потім розпочався похід на Парфію. Римляни захопили парфянську столицю, Ктесифон. Тим не менше, того ж року почались повстання в Палестині, Сирії, Північній Месопотамії та Юдеї. Одночасно парфяни почали завдавати ударів ключовими римськими позиціями. Траян розбив повстанців у Месопотамії, але йому довелось повернути престол Вірменії парфянському ставленику.
Наступник Траяна, померлого 117 року, Адріан відмовився від політики свого попередника, повернувши парфянам Месопотамію та Ассирію, завойовані Траяном, а також визнав самостійність Вірменії за збереження над нею римського протекторату. Більше ніж на півстоліття припинились війни між Римом і Парфією.
Нова римсько-парфянська війна спалахнула 161 року у Вірменії, коли Вологез III розграбував Едесу. 163 року римське військо під проводом Стація Пріска перемогло парфян у Вірменії й полководець повернув вірменський престол ставленику Риму. Наступного року Авідій Кассій розпочав вторгнення до Месопотамії, вигравши битви при Селевкії та Ктесифоні 165 року. Епідемія віспи, що охопила Парфію, перекинулась на римське військо, й воно було змушене відступити. 195 року інше римське вторгнення до Месопотамії відбулось за Септимія Севера, який зайняв Селевкію та Вавилон, а 197 року ще раз узяв Ктесифон. Ці війни призвели до повернення під римський контроль північної Месопотамії, а також районів навколо Нісібіса й Сингари.

### Остання війна
214 року Каракалла вирішив остаточно знищити Парфію, послаблену до того часу розбратом між претендентами на престол, царевичами Артабаном V і Вологезом V. Під час походу було взято багато міст і фортець парфян у Месопотамії, зруйновано та розграбовано могили парфянських царів в Арбелі, що спричинило сильне обурення всією Парфією. Імператорський префект преторія Макрін, який не бажав продовження війни, склав змову проти Каракалли й наказав його убити дорогою з Едеси до Карри. Імператора було вбито 8 квітня 217 року, проте його смерть не зупинила парфян, які невдовзі вторглись до Месопотамії. Вирішальна битва відбулась поблизу міста Нісібіс 217 року. Вона тривала три дні й Макрін запропонував Артабану V мир. За умовами мирної угоди Макрін мав повернути Парфії всі раніше захоплені Каракаллою міста й фортеці парфян у Месопотамії, а також землі захоплені у неї раніше, також Рим зобов'язався виплатити величезну контрибуцію в 200 млн сестерціїв. Незважаючи на такі умови на римських монетах з'явився напис «Парфянська Перемога» лат. Victoria Parthica.
В результаті війни велике, деколи переможне римське військо, яке налічувало близько 70—100 тисяч солдат, було по суті знищено. Всі досягнення Риму у війнах з Парфією було втрачено. Але й парфянам перемога далась нелегко, а враховуючи що Парфія й до того була досить послабленою братерськими війнами, у стратегічному сенсі втрати парфян були навіть біль суттєвими. Лише за два роки намісник провінції Парс Ардашир розпочав повстання проти Артабана V, яке завершилось падінням династії Аршакідів, тим самим ознаменувавши початок нової доби, Сасанідської.